# 関正彦
関 正彦（せき まさひこ、1915年12月17日 - 2011年12月14日）は、日本の経営者。三井銀行社長、会長を務めた。岡山県岡山市出身。

## 経歴・人物
大阪高等学校を経て、1938年に東京帝国大学経済学部を卒業し、同年に三井銀行に入行した。1968年11月に取締役に就任し、1971年5月に常務、1975年3月に専務、1977年12月に副社長を経て、1978年12月に社長に就任した。1982年2月に会長に就任し、1984年6月を相談役を経て、1997年7月からさくら銀行名誉顧問を務めた。
2011年12月14日脳梗塞のため死去、95歳没。